# Амерештій-де-Жос
Амерештій-де-Жос (рум. Amărăștii de Jos) — село у повіті Долж в Румунії. Входить до складу комуни Амерештій-де-Жос.
Село розташоване на відстані 163 км на захід від Бухареста, 50 км на південний схід від Крайови.

## Населення
За даними перепису населення 2002 року у селі проживали 3190 осіб. Рідною мовою 3187 осіб (99,9%) назвали румунську.
Національний склад населення села:
| Національність | Кількість осіб | Відсоток |
| -------------- | -------------- | -------- |
| румуни         | 3124           | 97,9%    |
| цигани         | 65             | 2,0%     |